# William Few
William Few (Baltimore megye, 1748. június 8. – Beacon, 1828. július 16.) az Amerikai Egyesült Államok szenátora (Georgia, 1789–1793).